# Hypericophyllum hessii
Hypericophyllum hessii là một loài thực vật có hoa trong họ Cúc. Loài này được (Merxm.) G.V.Pope mô tả khoa học đầu tiên.